# Canadian Football

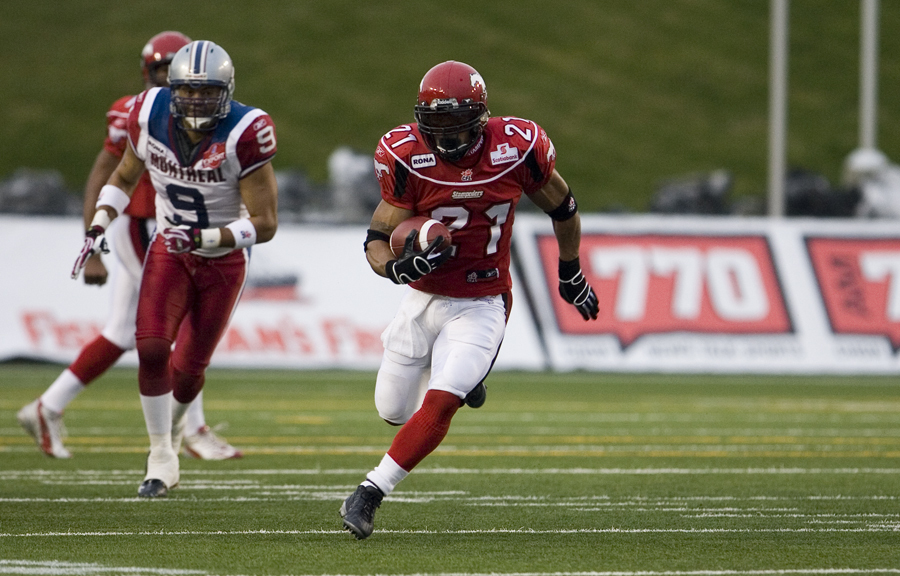
Spiel der Calgary Stampeders (in rot) gegen die Montreal Alouettes

Der Canadian Football (englisch für kanadischer Football; französisch Football canadien) ist eine nahezu ausschließlich in Kanada verbreitete Ballsportart, die zu den als Gridiron Football bezeichneten Spielen zählt. Er entstand wie American Football ab den 1860er Jahren aus Fußball und insbesondere Rugby, wobei internationale Spiele und Kontakte den Anstoß gaben.
Der Canadian Football, der unter anderem in der Canadian Football League (CFL) professionell gespielt wird, unterscheidet sich vom American Football, da insbesondere einige Regeländerungen des dortigen College Football in den 1900er Jahren nicht übernommen wurden. So ist unter anderem das Spielfeld mit etwa 101 Metern (110 Yards) Gesamtlänge 10 Yards länger und mit 59 Metern (65 Yards) Breite 12 Yards breiter. Außerdem sind die Endzonen 20 statt 10 Yards lang. Des Weiteren treten zwölf statt elf Spieler an und es gibt lediglich drei statt vier Versuche (Downs) pro Angriffsspielzug. Auch ist die Zeit zwischen zwei Spielzügen mit 20 statt 40 Sekunden kürzer. Des Weiteren unterscheiden sich die beiden Sportarten dadurch, dass Offense und Defense ein Yard voneinander entfernt sind statt nur eine Balllänge und statt eines Man in Motion, der sich vor dem Snap nur seitwärts und nach hinten bewegen darf, sich alle Spieler des Backfields in alle Richtungen bewegen dürfen.
Das hat auch Auswirkungen auf die Spieltaktik. Canadian Football hat weniger Verzögerungen als American Football und der zur Verfügung stehende Platz bewirkt den Einsatz flinkerer Spieler und von mehr Passspielzügen. Ansonsten sind die Ähnlichkeiten groß.
Canadian Football ist eine der beliebtesten Sportarten in Kanada, wird jedoch bloß von einem kleinen Teil der Bevölkerung aktiv ausgeübt.

## Geschichte

### Anfänge
Das erste dokumentierte Canadian-Football-Spiel fand am 9. November 1861 an der University of Toronto statt. Es war regeltechnisch jedoch näher am Rugby als am heutigen Canadian Football. Im Laufe der 1860er Jahre bildeten sich die ersten Football-Clubs. In den 1870er Jahren wurde in Montréal, insbesondere an der McGill University die sich bildende Hybridform aus Fußball und Rugby gespielt. 1874 wurde die Sportmannschaft von McGill von der Harvard University eingeladen, gegen deren Mannschaft eine Partie „Football“ zu spielen. Während die McGill University die Hybridsportart meinte, war Harvard der Überzeugung eine Fußballversion zu spielen. Da dies erst bei der Ankunft von McGill erkannt wurde, einigte man sich darauf zwei Partien zu spielen, je eine unter den Regeln des anderen Teams. Harvard nahm die Spielidee schnell auf und verbreitete sie an der US-Ostküste, insbesondere an den Schulen der Ivy League. Die Amerikaner entwickelten das Spiel schnell weiter, indem sie aus dem dynamischeren Rugby ein organisierteres Spiel machten. So wurde das Gedränge durch den Snap ersetzt und eine Anzahl an Versuchen zum Erreichen eines gewissen Raumgewinnes eingeführt. Durch die kontinentale Entwicklung wurde auch das kanadische Spiel von US-amerikanischen Einflüssen verändert.
Canadian Football entwickelte sich in den folgenden Jahren vor allem an den kanadischen Universitäten. Es entwickelten sich mehrere regionale Verbände, die jeweils einen eigenen Meister ausriefen. Die erste kanadische Liga war die 1882 gegründete Québec Rugby Football League (QRFU). Einzig die ebenfalls 1882 gegründete Canadian Rugby Union (CRU) verzichtete auf die Ausrufung eines Meisters; sie war eher daran interessiert eine Meisterschaft für das gesamte Herrschaftsgebiet von Kanada vorzubereiten. 1903 führte die Ontario Rugby Football Union (ORFU) als erste Liga den Snap, die Begrenzung von Versuchen für zehn Yards Raumgewinn und die Reduzierung der Spieler auf zwölf ein. Diese Umstellung wird gemeinhin als Burnside Rules bezeichnet, benannt nach John Thrift Meldrum Burnside, der sie an der University of Toronto einführte, und die in den folgenden Jahren auch von den anderen Ligen übernommen wurden.
1909 wurde mit dem Grey Cup erstmals ein nationales Meisterschaftsspiel ausgetragen. Im 1st Grey Cup spielte die University of Toronto aus der Canadian Intercollegiate Rugby Football Union (CIRFU) gegen den Toronto Parkdale Canoe Club aus der ORFU; die University of Tortonto gewann mit 26:6. Erst 1921 nahm erstmals eine Mannschaft aus Westkanada teil, als die Toronto Argonauts die Edmonton Eskimos mit 23:0 schlugen. Ab 1925 wurde Canadian Football immer beliebter in Kanada und begann größere Zuschauermassen anzuziehen. So wurde der Sport, der bis dahin als reiner Amateursport betrieben wurde, zunehmend professionalisiert. Nachdem 1931 in allen kanadischen Ligen der Vorwärtspass legalisiert wurde, eine Regeländerung, die im American Football bereits länger etabliert war, verpflichteten die Montreal Amateur Athletic Association den von der Syracuse University stammenden Quarterback Warren Stevens. Der Erfolg der Mannschaft, einschließlich des Gewinns des Grey Cup, führte zu einem Trend nach amerikanischen Talenten zu suchen. Insbesondere westkanadische Teams nutzten diese Möglichkeit. Das führte dazu, dass 1932 zuletzt ein kanadisches Hochschulteam, die Mannschaft der University of Toronto, sich um eine Teilnahme am Grey Cup bewarb. 1935 verpflichtete General Manager Joe Ryan für 7.500 $ neun Amerikaner für die Winnipeg Blue Bombers. Die Blue Bombers gewannen daraufhin im Grey Cup mit 18:12 gegen die Hamilton Tiger, was der erste Sieg einer westkanadischen Mannschaft im Grey Cup war.

### Kanadisch-amerikanischer Konflikt und Politisierung
Die CRU wollte eine Fassade des Amateurtums beibehalten, während die Mannschaftsverwalter die landesweit besten Mannschaften stellen wollten. Dies führte zu Reibereien innerhalb der Liga. 1952 wurde erstmals Canadian Football im Fernsehen übertragen, nachdem sich CBC die TV-Rechte am Grey Cup gesichert hatte. 1956 hatte die CRU die neun besten Mannschaften des Landes, wobei nur eine durch ein Mineralölunternehmen gesponserte Mannschaft aus der ORFU ein ähnliches Niveau hatte. Um den amerikanischen Einfluss zu mindern, führte die CRU erstmals eine Begrenzung auf fünf nicht-kanadische Spieler ein. 1956 gründeten Mitglieder der CRU den Canadian Football Council, der 1958 in Canadian Football League (CFL) umbenannt wurde, und damit die erste offiziell professionelle Liga. Diese nahm einige Regeländerungen vor, etwa die Erhöhung der Maximalanzahl importierter Spieler, die Einführung sogenannter „Taxi Squads“ und der Aufhebung der Begrenzung der Anzahl an Blocks. 1967 führte auch die CIRFU, welche unabhängig geblieben war, ihr Meisterschaftsspiel ein, den Vanier Cup. Dieser war bereits 1965 erstmals ausgetragen worden, jedoch anfangs nur als Einladungsspiel. Die vier regionalen Hochschulverbände, die Western Intercolligiate Football Association, die Ontario University Athletic Association, die Ontario-Québec Intercolligiate Football Conference und die Atlantic University Athletic Association, entsenden jeweils eine Mannschaft, die in Halbfinalen die Teilnehmer ausspielen. 1962 wurde die Canadian Football Hall of Fame gegründet, in der verdiente Sportler, Trainer und Funktionäre aus dem Amateur- und Profibereich des Canadian Football aufgenommen werden.
In den 1960ern kam in Kanada eine Welle des Nationalismus auf. Diese richtete sich sowohl gegen den zunehmenden Einfluss der USA, als auch gegen die Unabhängigkeitsbewegung Québecs. Teil der Regierungsstrategie unter Pierre Trudeau zur Durchsetzung des Nationalismus war auch der Sport und insbesondere der Canadian Football, da dieser durch seine abweichenden Regeln zum American Football und britischen Rugby eine kanadische Identität mitkonstruierte. Zwar war und ist Eishockey der populärste Sport in Kanada, jedoch sah die Regierung durch den zunehmenden Anteil an amerikanischen Teams nach der Expansion 1967 von 4 von 6 auf 10 von 12 Mannschaften, als weniger wichtiges kanadisches Symbol und die Canadian Football League als wichtigste kanadische Liga an. Da Canadian Football in allen Gebieten Kanadas, inklusive Québec, gespielt wurde, sah die Regierung auch hier eine Chance zur Einung Kanadas. Weil sowohl die 1960 gegründete amerikanische American Football League als auch ihr Konkurrent, die National Football League (NFL) eine Expansion nach Kanada in Erwägung zogen, wurde der Untergang des Canadian Footballs durch den kulturellen Imperialismus der USA befürchtet. Gestärkt wurde die Sorge vor der NFL durch das intensive Bestreben von Montreals Bürgermeister Jean Drapeau, der bereits 1969 ein MLB-Team in seine Stadt holte, ein NFL-Team in die Hauptstadt Québecs zu bekommen, womit sich die Region auch sportlich vom Rest Kanadas abspalten würde. Gesundheits- und Sportminister John Munro lehnte daher ein NFL-Team in Kanada ab, ebenso eine Expansion der CFL in die USA. Diese sah er als Erosion des Kanadismus, und erklärte, die Regierung werde eine Expansion verhindern. Als 1974 die American-Football-Liga World Football League (WFL) eine Mannschaft in Toronto aufstellte, brachte Munros Nachfolger, Marc Lalonde, den Canadian Football Act in die Gesetzgebung ein. Dieses Gesetz hätte es kanadischen Footballmannschaften verboten in einer amerikanischen Liga zu spielen. Die WFL zog sich in dessen Folge aus Kanada zurück, woraufhin das geplante Gesetz auch nicht verabschiedet wurde.
In den frühen 1990ern versuchte die CFL schließlich doch, die Sportart auch über Kanada hinaus zu verbreiten, indem sie von 1993 bis 1995 insgesamt sieben verschiedene Franchises in den Vereinigten Staaten platzierte. 1995 gewann mit den Baltimore Stallions auch ein amerikanisches Team den Grey Cup, womit dieser erstmals nicht in Kanada war. Die Expansion erwies sich jedoch als nicht erfolgreich und 1996 wurden alle amerikanischen Teams aufgelöst, mit Ausnahme der Stallions, die nach Montreal zogen. 2006 wurde von der CFL der Videobeweis in den Canadian Football eingeführt.

## Grundlagen

### Spielablauf
Das Spiel besteht aus zwei Halbzeiten, die nochmal in je zwei Viertel (Quarter) zu je 15 Minuten unterteilt werden. Vor Spielbeginn treffen sich die Mannschaftskapitäne mit dem Referee in der Spielfeldmitte, um einen Münzwurf abzuhalten. Die siegreiche Mannschaft wählt, ob sie zuerst den Kickoff erhalten oder kicken möchte, beziehungsweise alternativ welche Endzone sie zuerst verteidigen will. Nach der Wahl darf die andere Mannschaft die Entscheidung treffen, die noch aussteht. Zu Beginn der zweiten Halbzeit wählt die beim Münzwurf unterlegene Mannschaft zuerst.
Jede Hälfte beginnt mit einem Kickoff, wobei jede Mannschaft einmal eröffnet. Wird der Kickoff nicht zu einem Touchdown (TD) in die gegnerische Endzone zurückgetragen, so beginnt sie an dem Punkt, wo der Returner gestoppt wurde oder, falls der Kickoff ins Aus geschossen wurde, an der eigenen 35-Yards-Linie. Von da aus beginnt die Mannschaft ihren Drive, eine Serie von Spielzügen. Ein Spielzug beginnt mit der Übergabe des Balles durch den Center an den Quarterback. Ein Spielzug endet, wenn der Ballträger getackelt, also zu Boden gerissen, wird, ins Aus gedrängt wird, gepunktet wurde, ein Vorwärtspass ungefangen den Boden oder das Aus berührt oder wenn ein Kick ins Aus geht. Die Offense (auch Offence), also die Mannschaft in Ballbesitz, hat dabei drei Versuche um zehn Yards Raumgewinn zu erzielen, ansonsten verliert sie das Angriffsrecht. Der Raumgewinn kann entweder durch Passen des Balles oder Laufen mit dem Ball erzielt werden. Die Defense (auch Defence) versucht die Offense davon abzuhalten. Ein Pass gilt dabei wie im College Football als gefangen, wenn nur ein Fuß oder ein anderer Körperteil im Spielfeld landet, bevor der Spieler das Aus berührt.
Zu Beginn des zweiten und vierten Viertels werden die Spielfeldhälften getauscht, das Angriffsrecht und die Position bleiben jedoch wie zum Ende des ersten beziehungsweise dritten Viertels.
Die Mannschaft, die zum Spielende die meisten Punkte erzielt hat, gewinnt.

### Spielfeld

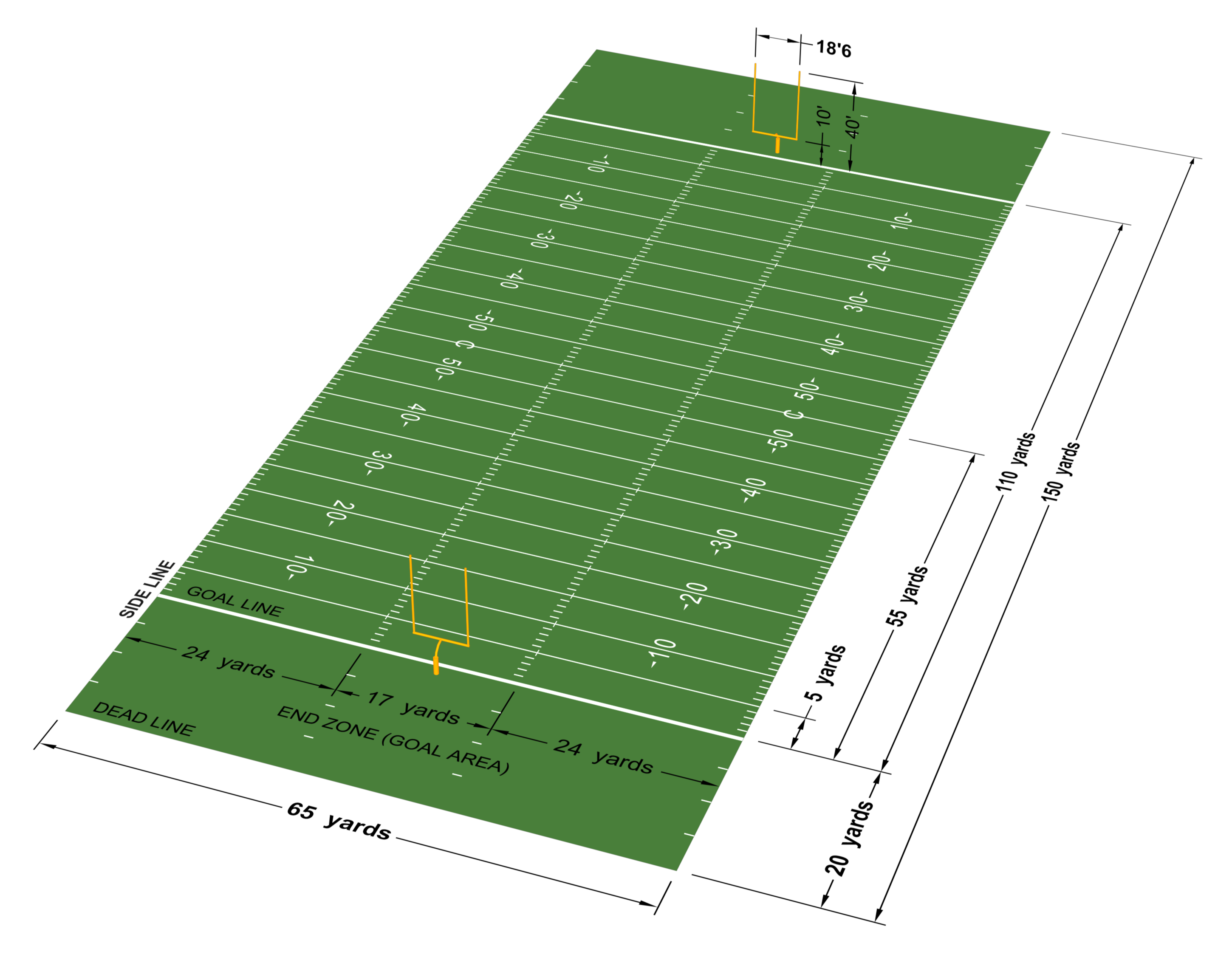
Das Spielfeld im Canadian Football

Das Spielfeld ist im Canadian Football 150 Yards (137,16 m) lang und 65 Yards (59,44 m) breit. Die beiden Goallines sind 110 Yards (100,58 m) voneinander entfernt, wodurch auf jeder Seite eine 20 Yards (18,23 m) lange Endzone entsteht. Bis 1985 waren diese noch 25 Yards tief, was die Gesamtspielfeldlänge auf 160 Yards erhöhte. Ein Tor befinden sich mittig auf jeder Goalline. Das Spielfeld wird im Fünf-Yards-Schritten unterteilt, wobei alle zehn Yards die Entfernung zur nächsten Endzone angegeben ist. Die 55-Yards-Linie, also die Spielfeldmitte, ist meist mit einem ‚C‘ markiert.
Auf dem Feld gibt es zwei Hashmarks, zwischen denen der Ball vor jedem Snap platziert wird. Diese waren historisch 15 Yards (13,72 m), sind mittlerweile jedoch 24 Yards (21,95 m) von den Seitenlinien entfernt. Die Tore sind begrenzt durch eine Querstange, die zehn Fuß (3,05 m) über der Spielfeldebene und parallel zur Goalline liegt, und zwei senkrechten Pfosten, die in der Regel 30 Fuß (9,14 m) von der Querstange aus nach oben ragen. Beide Pfosten sind 18½ Fuß (5,64 m) voneinander entfernt.

### Zeitnahme
1885 wurde das Spiel auf zwei Hälften von jeweils vierzig Minuten begrenzt. 1902 wurde die Spiellänge auf 60 Minuten, ausgetragen in vier Vierteln zu jeweils 15 Minuten, verkürzt. Zwischen dem zweiten und dritten Viertel wird das Spiel für 14 Minuten unterbrochen, nach dem ersten und dritten Viertel folgt eine 140-sekündige Pause. Jede Mannschaft hat zudem zwei Timeouts pro Spiel, beziehungsweise pro Halbzeit in den meisten Amateurligen. Drei Minuten vor Ende jeder Halbzeit wird das Spiel für die Three Minute Warning unterbrochen.
Die Spieluhr (Game clock) läuft im Allgemeinen weiter, es sei denn, es wird gepunktet, der Ball geht ins Aus, ein Pass ist unvollständig, am Ende eines Kick-Spielzuges oder am Ende eines Plays, bei dem der Ballbesitz wechselt. Die Zeit wird zudem angehalten, wenn Strafen angewandt werden, eine Auswechslung von drei oder mehr Spielern vorgenommen werden soll, ein Spieler auf dem Feld verletzt ist, beim Ablauf der Zeit eines jeden Viertels und wenn die Schiedsrichter es für notwendig halten, das Spiel zu unterbrechen. Nach der Three Minute Warning bis zum Ende der Halbzeit wird die Uhr zudem bei Conversions und nach Beendigung jedes Spielzuges angehalten. Wurde die Uhr angehalten, so startet sie wieder, wenn der Ball gesnappt wurde, wenn nach einem Kickoff ein Spieler im Spielfeld den Ball berührt oder wenn die Schiedsrichter den Ball für die Fortsetzung des Spiels freigibt.
Eine weitere Uhr (Play clock) zählt zwischen zwei Plays von 20 Sekunden herab. In dieser Zeit soll der Ball wieder in Spiel gebracht werden. Sie ist grundsätzlich unabhängig von der Game clock. Erst nach der Three Minute Warning gibt es eine Kopplung, da die Game clock erst starten darf, wenn auch die Play clock läuft. Wann die Play clock startet und stoppt, erfolgt ausschließlich nach Ermessen des Referees.
In Amateurligen gibt es zudem die Mercy-Rule, wonach die Uhr ausschließlich nach dem Erzielen von Punkten, bei Verletzungen und bei der Anwendung von Team-Timeouts angehalten wird. Diese Regelung tritt in Kraft, sobald ein Team in der zweiten Hälfte mit 35 oder mehr Punkten führt.

### Punkte
Im Canadian Football gibt es mit dem Single (veraltet auch Rouge genannt) die Möglichkeit, nach einem Kick in die gegnerische Endzone einen einzelnen Punkt zu erzielen. Ansonsten werden Punkte im Canadian Football genauso erzielt, wie im American Football. Ein Touchdown wird gegeben, wenn der Ball über die gegnerische Goalline getragen oder dahinter gefangen wird und ist seit 1956 sechs Punkte wert, zuvor fünf und vor 1904 nur vier. Nach einem Touchdown bekommt das Team, das die Punkte erzielte, einen zusätzlichen Versuch (Conversions) von der gegnerischen 5-Yards-Linie. Wird bei diesem ein Field Goal erzielt (Point after Touchdown; PAT), gibt es einen Punkt, wird der Ball über die Goalline getragen oder in der Endzone gefangen gibt es zwei Punkte (Two Point Conversion). Bei der ersten Einführung eines festen Punktesystems 1883 war der PAT noch vier Punkte wert, 1889 auf zwei gesenkt und 1904 auf einen reduziert. Die Two Point Conversion wurde erst 1975 eingeführt.
Wird ein Spieler in der eigenen Endzone getackelt oder verliert den Ball (Fumble) und der Ball springt in der eigenen Endzone ins Aus, so erhält die Verteidigung eine Safety Touch und damit zwei Punkte. Wird der Ball über die waagerechte Stange des Tores und zwischen die beiden senkrechten Torstangen geschossen (Field Goal), so werden der kickenden Mannschaft drei Punkte angerechnet. 1883 war das Field Goal noch sechs Punkte wert und wurde 1887 auf fünf Punkte reduziert. Nachdem es 1903 auf zwei Punkte gesenkt wurde, wurde der Wert 1905 auf die heutigen drei erhöht. In einigen Ligen war bis 1906 das Field Goal noch fünf Punkte und bis 1908 vier Punkte wert.
Touchdowns, Field Goals und erfolgreiche Conversions werden durch das Ausstrecken beider Arme über den Kopf signalisiert, Safety Touches durch das Zusammenhalten beider Hände über dem Kopf und ein Rouge wird durch das Ausstrecken eines Arms über dem Kopf mit einem nach oben zeigenden Finger signalisiert.

### Kicking Game
Im Canadian Football darf jeder Kick und Punt vom gegnerischen Team erobert werden und jeder Spieler des kickenden Teams darf den Ball erobern, wenn er zum Zeitpunkt des Kicks hinter dem Kicker war (Onside). Diese müssen jedoch auf den Ball gehen, das gegnerische Team darf nicht absichtlich behindert werden. Versucht ein Spieler der erwartenden Mannschaft den Ball zu erobern, darf sich bis zur ersten Berührung kein Offside-Spieler der gegnerischen Mannschaft in einem Umkreis von fünf Yards von diesem befinden, sonst wird eine Strafe ausgesprochen. Diese Strafe beträgt fünf Yards, wenn der Ball bereits den Boden berührte und fünfzehn Yards, wenn der Ball aus der Luft gefangen wird. Fair Catches gibt es im Canadian Football nicht. Fehlgeschlagene Field-Goal-Versuche dürfen zurückgetragen werden. Wird dabei die Goalline überquert wird der Ball an die 20-Yards-Linie gelegt oder an den Punkt hinter der 20-Yards-Linie, die der Returner erreicht hat; je nach Liga können die Regeln abweichen.
Wird der Ball bei einem Punt, Kickoff oder verschossenem Field Goal in der Endzone zu Boden gebracht, so wird ein Single gegeben. Die Mannschaft, gegen die der Punkt gegeben wurde, erhält anschließend das Angriffsrecht an ihrer eigenen 35-Yards-Linie oder an der Line of Scrimmage des vorangegangenen Field-Goal-Versuchs, falls diese weiter entfernt von der Endzone war. Nach einem erfolgreichen Field Goal hat die gegnerische Mannschaft die Wahl, ob sie einen Kickoff oder an der eigenen 35-Yards-Linie den Ball erhält. Seit 2016 muss in der Canadian Football League nach einem Field Goal ein Kickoff erfolgen, wenn das Field Goal in den letzten drei Minuten vor Ende der regulären Spielzeit stattfand.

## Akteure

### Spieler
| Running- back Quarter- back Slot- back Slot- backs Offensive Line Wide Receiver Wide Receiver Defensive Line Line- backer Umpire Cornerback Defensive Backs Defensive Backs Corner- back |

#### Offense
Die Spieler der Offense werden in zwei Gruppen eingeteilt: Offensive Line und Backfield/Receiver. Während die Offensive Line vor allem dafür verantwortlich ist bei Passspielzügen den Quarterback zu schützen und bei Laufspielzügen Löcher für den Runningback zu blocken, sind die Receiver und die Spieler des Backfields hauptsächlich für die Bewegung des Balles zuständig. Die Offensive Line besteht aus fünf Spielern. In der Mitte befindet sich der Center (C), seitlich daneben die Guards (G/OG) und außen die Tackles (T/OT). Der Center hat zusätzlich die Aufgabe den Snap auszuführen und sagt meist auch das Blockschema gegen die Defense an. Offensive Lineman sind nicht berechtigt Vorwärtspässe zu fangen.
Bei den Backs und Receivern gibt es vier Hauptgruppen: Quarterbacks (QB), Runningbacks (HB/FB), Wide Receiver (WR) und Tight Ends (TE). Der Quarterback erhält bei fast jedem offensiven Spielzug den Ball und entscheidet dann, ob er mit dem Ball selbst läuft, einen Vorwärtspass wirft oder den Ball einem Ballträger zum Laufen übergibt. Er erhält vom Trainer die Spielzugauswahl und entscheidet, ob er diese beibehält oder ändert (Audible). Er gibt die Spielzugauswahl im Huddle an die Mitspieler weiter. Die Runningbacks haben die Aufgabe mit dem Ball zu laufen, sind aber auch berechtigt Pässe zu fangen. Wide Receiver sind hauptsächlich dafür verantwortlich Passrouten zu laufen und Pässe zu fangen, können aber auch als zusätzliche Blocker eingesetzt werden. Receiver im Backfield werden auch als Slotbacks (SB) bezeichnet. Tight Ends sind ein Hybrid aus Offensive Lineman und Wide Receiver. Sie werden regelmäßig sowohl als Blocker eingesetzt, als auch als Passempfänger.

#### Defense
Die Defense wird in die drei Gruppen Defensive Line, Linebacker und Defensive Backs eingeteilt. Die Defensive Line besteht aus den beiden Defensive Ends (DE) an den Enden der Defensive Line und den zwischen den Ends positionierten Defensive Tackles (DT). Ihre Aufgabe ist es den Quarterback zu attackieren und die Lücken für den Runningback zu schließen. Sie sind die erste Verteidigungsreihe und werden gefolgt von den Linebackern. Diese werden in Outside (OLB) und Inside Linebacker (ILB/MLB) unterteilt. Ihre Aufgaben unterscheiden sich von Spielzug zu Spielzug und umfassen das Attackieren des Quarterbacks, das Decken von möglichen Passempfängern und das Verteidigen gegen den Lauf.
Die letzte Verteidigungslinie sind die Defensive Backs, auch Secondary genannt. Sie umfassen die Cornerbacks (CB), Free Safeties (FS) und Strong Safeties (SS). Ihre Hauptaufgabe ist die Passverteidigung. Sie decken Wide Receiver, Slotbacks und Tight Ends um diese davon abzuhalten Pässe zu fangen und versuchen selber Pässe zu fangen, um so einen Turnover (Interception) zu kreieren. Die Cornerbacks stehen zu Beginn meist noch an der Line of Scrimmage und sind dafür verantwortlich die Wide Receiver zu decken. Die Safeties stehen meist sehr weit hinten und verteidigen die tiefen Pässe. Der Free Safety ist dabei meist schneller und flexibler, während der Strong Safety robuster ist und vor allem gegen Tight Ends verteidigen kann. Früher war auch der Begriff des Defensive Halfbacks (DHB) im Gebrauch, der die inneren Receiver deckt.

#### Special Teams
Special-Teams-Positionen sind nur in Kicksituationen gefragt. Es wird zwischen Kicker (K/PK), Kickoff Specialist (KOS), Punter (P), Holder, Long Snapper (LS), Kick Returner (KR), Punt Returner (PR), Jammer, Upback (PP) und Gunner unterschieden. Der Long Snapper ist verantwortlich den Snap zum Holder oder Punter zu tätigen. Der Kickoff Specialist übt ausschließlich Kickoffs aus, eine Tätigkeit die meist auch vom Kicker übernommen wird, der dafür verantwortlich ist, Field Goals und Point after Touchdowns zu schießen. Der Holder ist verantwortlich den Ball vom Long Snapper zu empfangen und ihn dem Kicker so zu platzieren, dass er optimal schießen kann. Der Punter empfängt ebenfalls Snaps und kickt diese dann möglichst weit zur gegnerischen Endzone. Punt und Kick Returner versuchen Punts und Kickoffs zu empfangen und möglichst weit nach vorne zu tragen, die Gunner versuchen dabei die Returner so früh wie möglich zu stoppen. Jammer versuchen dabei das Gegenteil, sie versuchen den Gunner auszubremsen und so dem Returner zu ermöglichen maximalen Raumgewinn zu erzielen. Die Aufgabe des Upbacks ist es, bei einem Punt den eigenen Punter vor den anstürmenden Gegnern zu schützen, die den Punt blocken wollen. Zudem gibt er die Anweisungen für das Blockschema.

### Trainer
Aufgrund der Komplexität des Canadian Footballs wird eine Footballmannschaft von mehreren Trainern gecoacht. Der Head Coach ist der Oberste in der Trainerhierarchie. Er ist für die Betreuung der Mannschaft zuständig und überwacht sowohl das Training als auch alle Entscheidungen in einem Spiel. Zusätzlich ist er für die Entwicklung der Spielzüge verantwortlich. Unter ihm agieren im Trainerstab der Offensive Coordinator, der Defensive Coordinator und der Special Teams Coordinator, welche die Mannschaftsteile (Offense, Defense oder Special Teams) betreuen und im Spiel teilweise ihren Mannschaftsteilen die Spielzüge ansagen. Besonders in niederen Ligen übernimmt der Head Coach auch eine Coordinator-Position. Zusätzlich kann es weitere Trainer geben, beispielsweise für bestimmte Positionen, körperliche Leistungsfähigkeit oder koordinative Fähigkeiten.

### Schiedsrichter

Positionierung und primäre Überwachungszonen von Schiedsrichtern im Canadian Football

Im Canadian Football gibt es auf Grund der hohen Komplexität des Sports mehrere Schiedsrichter. Auf den höheren Niveaus gibt es sieben Schiedsrichter, in niederen Niveaus wird teilweise nur mit drei, vier oder fünf Schiedsrichtern gespielt. Die Schiedsrichterpositionen sind der Referee, der Umpire, der Back Judge, der Field Judge, der Side Judge, der Line Judge und der Head Linesman. Im Folgenden werden die Position und die Aufgaben im Sieben-Personen-Modus beschrieben. Für Kicking-Situationen gelten gesonderte Regeln. Erkennbar sind sie durch ihre schwarz-weiß-gestreifte Uniform. Bei festgestellten Regelverstößen werfen sie eine orange Flagge.

#### Vor dem Snap
Der Referee nimmt eine Position hinter der Line of Scrimmage auf der Seite des Wurfarms des Quarterbacks ein. Er steht weit genug entfernt, um keinen Spieler zu behindern, aber nah genug, um den Ball noch im Auge zu haben. Der Referee zählt gemeinsam mit dem Head Linesman das Down, stellt die korrekte Bedienung der Spieluhr und 20-Sekunden-Uhr sicher, überwacht die Aufstellung der Offensive Line und die Bewegungen der Offensive-Line-Spieler auf seiner Seite. Er überwacht zusätzlich den Quarterback beziehungsweise bei Kick-Spielzügen den Kicker. Der Umpire stellt sich vor der Line of Scrimmage auf, so dass er die komplette Offensive Line überwachen kann, ohne dabei jedoch Spieler in seinem Umfeld zu behindern. Er zählt die Spieler der Offense, stellt die korrekte Zählung der Downs sicher und überwacht die andere Hälfte der Offensive Line.
Der Head Linesman und der Line Judge stellen sich an gegenüberliegenden Seiten auf, sodass sie die komplette Line of Scrimmage und die Ersatzbank auf ihrer Seite sehen können. Sie überwachen auf ihrer jeweiligen Seite die Auswechslungen, das Verhalten der Ersatzspieler und die korrekte Aufstellung eines passberechtigten Spielers am Rand der Line of Scrimmage. Sie überwachen zusätzlich die Zählung der Downs.
Der Side und Back Judge stellen sich im defensiven Backfield auf, jeweils einer am Rand einer Seite. Sie zählen die Anzahl der Spieler in der Defense, helfen beim Überwachen der Ersatzspieler und Auswechslungen und helfen ebenfalls bei der Zählung der Downs. Der Field Judge stellt sich so auf, dass er die komplette Offensivformation sehen kann, wobei er die Hälfte mit mehr Spielern bevorzugen sollte, und zusätzlich die hinterste Verteidigungsreihe im Blick hat. Zudem sollte er einen ungestörten Blick auf die ihm zugewiesenen potentiellen Passempfänger haben. Er ist verantwortlich für die Überwachung der 20-Sekunden-Uhr, zählt die Spieler der Defense und die Downs.

#### Nach dem Snap
Der Referee hat während und nach dem Snap die Aufgabe zu überwachen, ob der Snap ordnungsgemäß ausgeführt wurde, was der Quarterback tut und ob das Blocking seiner Offensive-Line-Hälfte und des Fullbacks regelkonform ist. Bei Kick-Spielzügen muss er den Schutz des Kickers überwachen, über die Eroberung und den Return von geblockten Kicks entscheiden und kontrollieren, welche Spieler bei einem Kick Onside waren. Der Umpire soll die Offensive Line auf regelkonformes Verhalten überwachen, die ordnungsgemäße Ausführung des Snaps sicherstellen, und auf kurze Pässe achten. Zudem ist er für die Überwachung des Fullbacks hinter der Line of Scrimmage zuständig.
Der Head Linesman und der Line Judge überwachen die Linespieler auf zu frühes Bewegen und illegaler Prozeduren. Zudem überwachen sie die Passempfänger auf ihrer Seite und entscheiden ob ein Pass im oder erst außerhalb des Feldes gefangen wurde. Der Back Judge und Side Judge überwachen die Receiver und die Offensive Line. Zudem überwachen sie den Fullback, wenn dieser den Bereich des Umpires verlassen hat. Der Field Judge überwacht ebenfalls die Receiver und alle Spieler, die sich mittig im defensiven Backfield aufhalten.

## Taktik

### Offense

#### Zeitmanagement
Vor allem gegen Ende einer Halbzeit, aber nur vor der Three-Minute-Warning, gehört zur taktischen Ausrichtung auch das Zeitmanagement. Dieses ist nur relevant, wenn die Spieluhr weiter läuft, da sie nur dann von der Offense beeinflussbar ist. Ist es das Ziel einer Mannschaft möglichst viel Zeit von der Uhr zu nehmen, so kann sie zwischen den Spielzügen den Großteil der 20-Sekunden-Play-Clock aufbrauchen, etwa in dem Spielzüge im Huddle angesagt werden. Soll jedoch nur wenig Zeit von der Uhr genommen werden, so kann es sinnvoll sein den Spielzug durch Gesten von der Seitenlinie anzusagen. Zudem ist es dann erstrebenswert den Ball ins Aus zu bringen, da dies die Spieluhr komplett anhält. Auch eine verstärkte Nutzung des Passspiels ist eine Option, da ein unvollständiger Pass die Uhr ebenfalls anhält.

#### Laufspiel
Das Laufspiel ist eine der Hauptmöglichkeiten, um im Canadian Football den Ball fortzubewegen. Ein starkes Laufspiel hat den Vorteil, dass damit die Geschwindigkeit des Spiels kontrolliert werden kann, die Defense zermürbt werden kann, Play-Action-Pässe vorbereitet und bei schlechtem Wetter, wie es in Kanada während der Saisonzeiten häufig anzutreffen ist, die Ballkontrolle verbessert. Neben der physischen Dominanz des Gegners kann auch durch den Einsatz von Mitteln, die die Defense zu Entscheidungen in Sekundenbruchteilen zwingen und damit auch Fehler hervorbringen, das Laufspiel zum Erfolg bringen. Häufig wird dabei auf den Einsatz von Pre-Snap-Motions – Bewegungen der Receiver vor dem Spielzug – und Lauf-Pass-Optionen, wo der Quarterback die Verteidigung „liest“ und daraufhin entweder den Ball an den Runningback abgibt, selbst läuft oder einen Pass spielt, gesetzt um die Verteidiger auszudünnen. Es wird in zwei Gruppen von Laufspielzügen unterscheiden: Inside Runs, wo die Defense zwischen den beiden Tacklen angegriffen wird, und Outside Runs, wo die Defense außerhalb des Defensive Ends angegriffen wird. Outside Runs strecken das Spiel horizontal. Beide Gruppen von Laufspielzügen können aus denselben Formationen und denselben Personalgruppen gespielt werden.

#### Passspiel

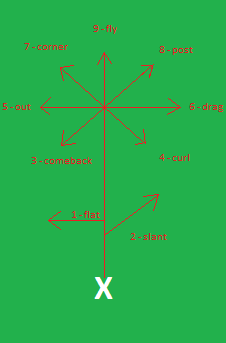
Grundlegende Laufrouten eines Receivers auf der linken Seite. In höheren Ligen steigen die Anzahl und Komplexität der Routen.

Neben dem Laufspiel ist das Passspiel die zweite Hauptmöglichkeit den Ball nach vorne zu bewegen. Das Passspiel kann vor allem durch Wind, Kälte und einem schlechten Spielfeld beeinträchtigt und limitiert werden. Es ist stark von den Fähigkeiten des Quarterbacks abhängig, da dieser in 20 Sekunden die Formation, den Spielzug und den Snap Count ansagen muss, die Defense lesen muss und zuletzt noch einen guten Pass werfen muss. Deshalb wird die Passspielphilosophie vor allem nach diesem ausgerichtet bzw. in höheren Ligen der Quarterback nach dem Passkonzept ausgewählt. Wichtig bei der Auswahl des Passkonzeptes ist neben den Stärken des Quarterbacks auch die Wetterlage und die Verteidigungsstrategie des Gegners. Alle Passkonzepte haben jedoch gemein, dass sie die Verteidigung vertikal und horizontal strecken.
Ein Passkonzept bilden Screens, bei dem ein Passempfänger den Ball noch hinter der Line of Scrimmage fängt, während andere Receiver oder Offensive Linemen für ihn blocken. Sie lassen dennoch die Möglichkeit, dass der Quarterback selbst läuft oder einen tieferen Pass auf der anderen Spielfeldseite wirft. Diese Spielzüge sind einfach zu lesen, benötigen keine starke Wurfkraft und ermüden die gegnerischen Defensive Linemen. Die meisten anderen Passkonzepte bauen auf Zuweisungen spezieller Laufrouten für die Receiver, mit dem Ziel, Freiräume zwischen den Verteidigern zu nutzen. Wird vor der Passabgabe ein Laufspiel angetäuscht, so spricht man von Play-Action-Pässen.

### Defense
Die Defense muss auf den Spielzug der Offense reagieren, weiß daher meist nicht, ob es einen Lauf- oder Passspielzug gibt. Da sie gegen beides verteidigen müssen, haben defensive Plays sowohl einen Lauf-, als auch einen Passverteidigungsansatz.

#### Laufverteidigung
Bei der Laufverteidigung ist jeder Gap, der Raum zwischen zwei offensiven Blockern, ein Verteidiger zugewiesen. Zudem wird versucht aufgrund der Weite des Spielfelds den Läufer innen zu halten (Outside contain). Defensive Linemen können in einer Laufverteidigung verschiedene Techniken einsetzen. Eine besteht darin, den Offensive Lineman gegenüber von ihnen anzugehen. Dabei sollten die Defensive Linemen ihre Körper in der Lücke halten, für die sie verantwortlich sind, die angrenzende Lücke abdrücken, indem sie verhindern, dass die Offensive Linemen ihn zurückdrängen, und die Offensive Linemen von den Linebackern fernhalten. In dieser Form machen die Linebacker die meisten Tackle bei Laufspielzügen. Eine weitere Technik besteht darin, dass die Defensive Linemen ihre zugewiesene Lücke direkt attackieren. Dies erhöht die Chance das Laufspiel im gegnerischen Backfield zu stoppen (Tackle for Loss) und schneller zum Ballträger zu kommen. Die Nachteile sind jedoch das überpenetrieren, was Gaps weit offen lassen kann, und der Kontrollverlust über die Offensive Linemen, die dann frei sind um Linebacker zu blocken. Die Linebacker selbst übernehmen die Gaps, die von den Linemen nicht besetzt wurden. Defensive Backs sind nur wenig in der Laufverteidigung integriert, meist nur bei Zonenverteidigung, und dann auch meist nur für das Outside contain.
Im Canadian Football sind die meisten Verteidigungen entweder auf der 4-3 Defense oder der 3-4 Defense aufgebaut. Beide Formen haben Vor- und Nachteile. Bei der 4-3 Defense gibt es vier Defensive Linemen und drei Linebacker. Sie ist gut geeignet, um mit den Linemen alle Offensive Linemen zu beschäftigen und somit die Linebacker frei lässt, um zu tacklen. Die 3-4 Defense hat drei Defensive Linemen und vier Linebacker. Sie ist die dynamischere Verteidigung, da Offensive Linemen nicht wissen, welcher Linebacker von wo angreift.

#### Passverteidigung
Eine Passverteidigung beinhaltet zwei verschiedene Aspekte: Coverage und Pressure. Coverage beinhaltet alle Spieler, die die gegnerischen Spieler decken, die einen Pass fangen dürfen und Pressure beinhaltet alle Spieler, die den gegnerischen Passgeber attackieren. Wichtig ist, dass jeder gegnerische, passempfangsberechtigte Spieler gedeckt ist. Die Deckung kann dabei durch zwei Hauptsysteme erfolgen, wobei diese auch gemischt werden können: Zonendeckung und Manndeckung. Besonders in der Manndeckung ist es wichtig, dass die richtigen Paarungen getroffen werden, also Defensive Backs die Receiver decken, Linebacker die Runningbacks etc. Ein Nachteil der Mannverteidigung ist jedoch, dass die Verteidiger sich meist nur auf den ihnen zugewiesenen Offensivspieler konzentrieren und somit in der Laufverteidigung nur verzögert reagieren. Zudem können gegen die Mannverteidigung athletische Defizite zwischen zwei Gegnern ausgenutzt werden. Bei einer reinen Manndeckung ohne Zonenverteidiger (Cover 0) fehlt zudem eine Absicherung, da kein Spieler einen geschlagenen Verteidiger ersetzen kann.
In der Zonendeckung ist es wichtig, dass nicht nur den Raum abgedeckt wird, sondern vor allem die Gegner. Die Verteidiger decken also nicht nur ihre Zone, sondern auch die Spieler, die sich ihrer Zone nähern. Die Zonen sind jedoch nicht statisch. Ist in einer nahen Zone kein Gegner und es nähert sich auch keiner, so fällt der Verteidiger tiefer. Befindet sich oder nähert sich kein Spieler einer tiefen Zone, so verschiebt sich die Verantwortung in die benachbarten Zonen. Die Zonen verschieben sich auch, wenn der Passgeber sich nach außen bewegt. Da Pässe im Regelfall nicht über die Breite geworfen werden, verschieben sich die Zonen mit dem Passgeber zur Seite. Zonenverteidigung hat jedoch den Nachteil, dass sowohl die Übergangsbereiche zweier Zonen verwundbar sind und dass bei unpassender Zonen-Routen-Kombination, etwa vier tiefe Passrouten aber nur drei tiefe Verteidiger in der Cover 3, Unterzahlsituationen entstehen können. Bei einer stärkeren Absicherung der tiefen Zonen werden jedoch mehr Verteidiger aus der Laufverteidigung entzogen.
Die Deckung muss jedoch zusammen mit dem Pressure agieren. Während Cover 3 und Cover 1 mit sieben bis acht Spielern decken und nur vier bis fünf Spieler den Passgeber attackieren, muss auch die Deckung länger aufrechterhalten werden können. In Cover 0 hingegen decken nur 6 Spieler die Gegner in Mannverteidigung, die nicht lange ohne Hilfe aufrechterhalten werden kann. Daher muss der Druckaufbau durch die 6 Spieler erfolgreich und schnell erfolgen.

## Equipment

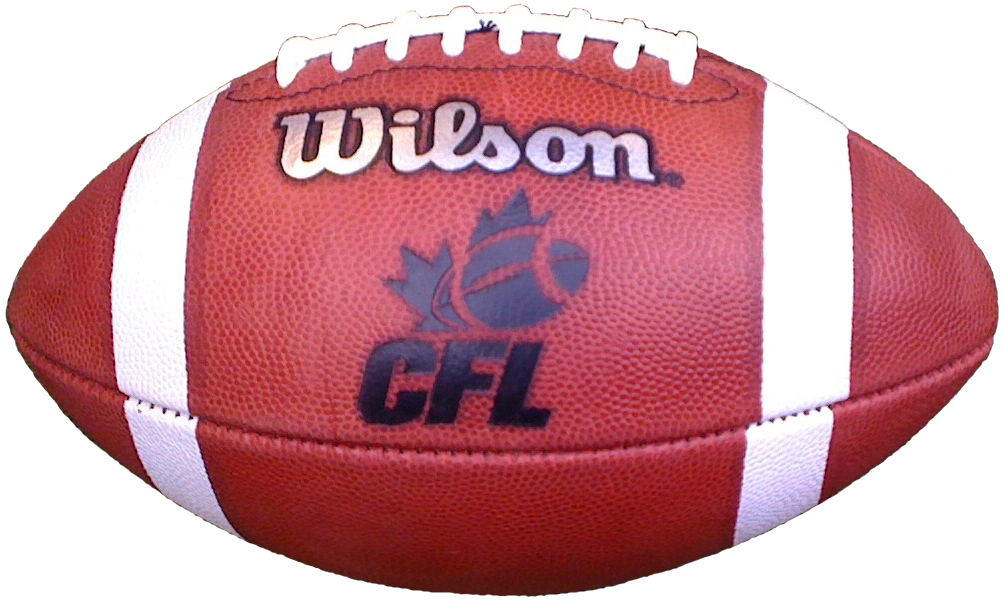
Ein Canadian-Football-Ball

Als Ball wird ein verlängerter Rotationsellipsoid mit spitzen Enden verwendet. Dieser ist derzeit 11 bis 11,25 Inches lang (ca. 28 bis 28,5 cm) lang, hat einen Querumfang von 20,875 bis 21,125 Inches (ca. 53 bis 53,5 cm) und einen Längsumfang von 27,75 bis 28,25 Inches (ca. 70,5 bis 71,5 cm), sowie ein Gewicht von 14 bis 15 Unzen (ca. 400 bis 425 Gramm). Der Ball hat zwei ein Inch breite Streifen, welche jeweils drei Inch vom größten Querumfang entfernt sind und um den gesamten Umfang gehen. Der Ball sollte mit einem Überdruck von 12,5 bis 13,5 psi (ca 0,86 bis 0,93 bar) aufgepumpt sein. Erste Festlegungen für den Spielball wurden 1906 getroffen, wo die Länge auf 11 Inches, der Umfang auf 23 Inches und das Gewicht auf 13,75 Unzen festgelegt wurden.
Spieler sind verpflichtet einen Helm, Shoulder Pads und eine Uniform, bestehend aus Hose, Schuhe, Trikot und Socken, zu tragen. Daneben ist die Verwendung eines Kicking Tee im Canadian Football zulässig.

## Strafen
Regelverstöße werden im Canadian Football in der Regel mit einer Raumstrafe geahndet, es können aber auch weitere Strafen erfolgen, etwa der Verlust eines Downs. Die meisten Fouls haben dabei eine optionale Strafe, das gefoulte Team hat also die Möglichkeit die Strafe abzulehnen. Begehen beide Mannschaften ein Foul, so werden die Raumstrafen miteinander verrechnet. Strafen ohne Raumstrafe, etwa Verlust des Ballbesitzes, automatisches erstes Down oder Verlust eines Downs, werden dabei wie eine 10-Yards-Strafe betrachtet. Strafen werden vom Referee mit einer spezifischen Geste verkündet, die es ermöglicht, visuell die Art des Regelverstoßes zu bestimmen.
| Bezeichnung                                        | Beschreibung |
| Raumstrafen                                        | Raumstrafen |
| 5-Yards-Strafe                                     | 5-Yards-Strafe |
| -------------------------------------------------- | --- |
| Illegal Handoff Pass                               | Übergabe des Balles nach vorne nach einem Vorwärtspass |
| Kickoff Out Of Bounds                              | Kickoff geht außerhalb der Endzone out of Bounds ohne von einem Spieler berührt worden zu sein oder geht in der Endzone ins aus ohne einen Spieler oder den Boden vorher berührt zu haben        |
| Illegal Procedure                                  | Bewegung eines offensiven Spielers an der Line of Scrimmage vor dem Snap |
| Pyramiding                                         | Anheben eines Spielers mithilfe eines anderen Spielers |
| Offside                                            | Eindringen eines Spielers in die neutrale Zone vor dem Snap |
| Time Count                                         | Beginn des Spielzuges nach Ablauf der 20-Sekunden-Uhr |
| No Yards                                           | Nichteinhalten des Abstandes zu einem Spieler, der einen gekickten Ball aufnehmen will, der zuvor den Boden berührte                                                                             |
| 10-Yards-Strafe                                    | |
| Contacting the Kicker                              | absichtliches Berühren des Kickers während des Kicks ohne Berührung des Balles |
| Objectionable Conduct                              | Beleidigen, Schlagen, Versuch zu schlagen, Bewerfen oder Zeigen beleidigender Gesten gegen einen Zuschauer, Spieler, Schiedsrichter oder anderen Offiziellen                                     |
| Delay Of Game                                      | Unerlaubtes Verzögern des Spieles |
| Holding                                            | Greifen oder Umfassen eines nicht balltragenden Gegners |
| Pass Interference                                  | absichtliche Behinderung eines Spielers beim Passfang oder Behinderung beim Gelangen in eine Zone zum Fangen des Balles                                                                          |
| Illegal Block                                      | Blocken eines Gegners durch das Schubsen und Stoßen in den Rücken |
| Illegal Contact On A Receiver                      | Behinderung eines passberechtigten Spielers während eines offensichtlichen Passspielzuges |
| Second Forward Pass On A Play                      | Mehr als ein Vorwärtspass während desselben Downs |
| Illegal Participation                              | Spieler verlässt während eines Spielzuges freiwillig das Feld und kehrt danach auf das Spielfeld zurück                                                                                          |
| Taunting                                           | Beleidigung oder Verhöhnung von Gegnern, Zuschauern oder Schiedsrichtern |
| Sleeper Play                                       | Eingewechselter Spieler stellt sich am Rande des Spielfeld auf, um den Gegner zu täuschen |
| Too Many Players                                   | Mehr als zwölf Spieler einer Mannschaft während eines Spielzuges |
| Illegal Substitution                               | ausgewechselter Spieler verlässt das Spielfeld auf der gegnerischen Seite oder eingewechselter Spieler betritt das Spielfeld nach Auflösung des Huddles                                          |
| Tripping                                           | Behindern des Gegners durch Beinstellen |
| Ineligible Receiver                                | Nicht passberechtigter Spieler fängt als Erster oder versucht als Erster einen Pass zu fangen |
| Use Of An Illegal Substance                        | Nutzung klebender, schmierender oder anderer Gegner oder Ball beeinflussender Substanzen |
| Late Start                                         | Zu spätes Erscheinen zu Beginn einer Halbzeit |
| Unauthorized Person On Field                       | Nicht berechtigte Person befindet sich während eines Spielzuges auf dem Spielfeld oder beeinflusst einen Spieler oder einen freien Ball                                                          |
| 15-Yards-Strafe                                    | |
| Cut Block                                          | Blocken auf oder unter Kniehöhe |
| Chop Block                                         | Ansetzen eines Cut Blocks an einem bereits von einem anderen Mitspieler geblockten Gegner |
| Hazardous Equipment                                | Einsatz unsicherer Ausrüstung |
| Clipping                                           | Werfen des eigenen Körpers gegen den Rücken eines nicht balltragenden Gegners |
| Piling On                                          | In den Ballträger laufen, sich gegen ihn werfen oder auf ihn fallen, nachdem die Schiedsrichter den Spielzug für beendet erklärt haben oder Ball offensichtlich nicht mehr spielbar ist          |
| Crackback Block                                    | Blocken unterhalb der Hüfte und weiter als fünf Yards hinter der Line of Scrimmage |
| Roughing The Passer                                | Attackieren des Kopf- und Nackenbereiches, des Bereiches der Knie und darunter, Attackieren mit dem Helm voran oder das vermeidbare Anwenden von Härte nach der Passabgabe gegen einen Passgeber |
| Roughing The Kicker                                | Anwendung unnötiger Härte gegen Kicker, Punter oder Holder |
| Face Masking                                       | Umgreifen des Gesichtsgitters, des Kinnriemens oder anderer Helmöffnungen |
| Unnecessary Roughness                              | Einsatz unnötiger Härte oder anderes unfaires Spielverhalten |
| No Yards                                           | Nichteinhalten des Abstandes zu einem Spieler, der einen gekickten Ball aufnehmen will, der zuvor nicht den Boden berührte, durch einen nichtaufnahmeberechtigten Spieler                        |
| 25-Yards-Strafe                                    | |
| Spitting                                           | Anspucken einer anderen Person |
| Rough Play                                         | absichtliches Attackieren eines Passgebers, Passempfänger, Kickers oder Kickempfänger mit der Absicht zu verletzen.                                                                              |
| Objectionable Conduct – Physical Abuse of Official | Attackieren eines Schiedsrichters |
| Strafen zusätzlich zur Raumstrafe                  | |
| Disqualifikation eines Spielers                    | |
| Hazardous Equipment                                | Einsatz unsicherer Ausrüstung |
| Rough Play                                         | absichtliches Attackieren eines Passgebers, Passempfänger, Kickers oder Kickempfänger mit der Absicht zu verletzen.                                                                              |
| Excessive Objectionable Conduct                    | Starkes Anwenden von Gewalt und Beleidigungen |
| Spitting                                           | Anspucken einer anderen Person |
| Objectionable Conduct – Physical Abuse of Official | Attackieren eines Schiedsrichters |
| Automatisches First Down                           | |
| Pass Interference                                  | absichtliche Behinderung eines Spielers beim Passfang oder Behinderung beim Gelangen in eine Zone zum Fangen des Balles                                                                          |
| Unnecessary Roughness                              | Einsatz unnötiger Härte oder anderes unfaires Spielverhalten |
| Rough Play                                         | absichtliches Attackieren eines Passgebers, Passempfänger, Kickers oder Kickempfänger mit der Absicht zu verletzen.                                                                              |
| Illegal Interference On Loose Ball                 | Einsatz unnötiger Härte zur Verhinderung der Eroberung eines Fumbles |
| Verlust eines Downs                                | |
| Time Count                                         | Beginn des Spielzuges nach Ablauf der 20-Sekunden-Uhr (nur nach der Three-Minute Warning) |
| Intentional Grounding                              | Absichtliches Wegwerfen des Balles ohne Möglichkeit eines Fanges zur Vermeidung eines Raumverlustes                                                                                              |

## Varianten
- 6-A-Side Football: Vollkontakt mit sechs Spielern pro Team. Es gibt eine geringere Spezialisierung der Spieler auf ihre Positionen und ist zudem kostengünstiger, da weniger Equipment benötigt wird. Vor allem in Saskatchewan beliebt, wird es auch in Alberta, Manitoba, Quebec und New Brunswick betrieben.[101]
- Flag Football: Kontaktlos mit fünf Spielern pro Mannschaft. Das Tackeln wird durch das Ziehen einer Flagge simuliert. Kostengünstig und auch in der Halle auf einem Basketballfeld spielbar.[102]
- Touch Football: Kontaktarm mit sieben Spielern pro Team. Das Tackeln wird durch das Berühren mit einer oder beiden Händen simuliert. Auch für Rollstuhlgruppen geeignet. Außer einem Football keine weitere Ausrüstung nötig.[103]

## Organisation
Football Canada ist die nationale Dachorganisation für Amateur-Canadian-Football. Es ist die Nachfolgeorganisation der CRFU und seit 2004 Mitglied des Weltverbandes International Federation of American Football (IFAF). Jede der zehn Provinzen Kanadas hat zudem einen eigenen regionalen Verband.
U Sports (ehemals Canadian Interuniversity Sport, CIS) ist die Dachorganisation für Hochschulsport in Kanada und damit auch die Dachorganisation für Canadian Football an Universitäten und Colleges. Sie ist nochmals in vier regionale Verbände untergliedert: Atlantic University Sport, Canada West Universities Athletic Association, Ontario University Athletics und Quebec Student Sports Federation. Sie umfassen zusammen 27 Hochschulen, an denen Canadian Football gespielt wird.

## Gesundheitsrisiken
Die Gesundheitsrisiken im Canadian Football sind grundsätzlich dieselben wie im American Football. Durch die Größe und Schnelle der Spieler können bei Kollisionen schwere bis lebensbedrohliche Verletzungen entstehen. Vor allem die durch häufige Kollisionen ausgelöste chronisch-traumatische Enzephalopathie stellt ein enormes Gesundheitsrisiko dar. Diese ist im Canadian Football seltener als im American Football, da es durch das größere Spielfeld mehr Ausweichmöglichkeiten gibt und der größere Abstand zwischen den Linespielern diesen mehr Zeit gibt, um sich anzuspannen und sich aufzurichten, um Kollisionen mit dem Helm zu vermeiden. Neben Gehirnerschütterungen kann es jedoch auch zu anderen Verletzungen im Kopf- und Nackenbereich, sowie bei den Extremitäten kommen. Das Verletzungsrisiko ist dabei bei Spielen höher als beim Training. Unter trockenen Bedingungen ist das Verletzungsrisiko im Kopf- und Nackenbereich auf Kunstrasen höher als bei Naturrasen. Verletzungen der unteren Extremitäten sind sowohl bei trockenen als auch bei nassen Bedingungen wahrscheinlicher auf Kunstrasen als auf Naturrasen. Verletzungen der oberen Extremitäten sind unabhängig von der Feldbeschaffenheit und der Rasenart.

## Canadian Football in der Populärkultur
Der kanadische Musiker Stompin’ Tom Connors, der am besten für seinen Song The Hockey Song bekannt ist, veröffentlichte auf seinem Album Dr. Stompin’ Tom… Eh? von 1993 das Lied Football Song, in dem er Canadian Football zelebriert.
Es erschienen bislang vier verschiedene Sportsimulationen über Canadian Football. 2017 wurde Canadian Football ’17 vom Publisher Canuck Play für die Xbox One und PC auf den Markt gebracht. Es hatte keine Lizenzen von der CFL oder der Spielergewerkschaft erhalten und enthält deshalb nur erfundene Teams und Spieler, wobei alle Teams in den echten Städten der CFL-Teams angesiedelt sind. Zuvor erschien bereits CFL Football ’99, ein PC-Spiel und das bisher einzige mit Lizenzen von der CFL. 2006 wurde mit Maximum-Football ein Spiel herausgebracht, in dem neben Canadian Football auch American Football und Arena Football gespielt werden konnte. 2007 erschien die Neuauflage als Maximum-Football 2.0. Im September 2019 erschien Doug Flutie Maximum Football 2019 von Canuck Play für die Xbox One und Playstation 4, in dem neben American Football nach College- und Profi-Regeln auch Canadian Football gespielt werden kann.